# I Premis de Cinematografia de la Generalitat de Catalunya
Els I Premis de Cinematografia de la Generalitat de Catalunya foren convocats pel Departament de Cultura de la Generalitat de Catalunya el 1982. Aquests premis tenien la doble missió d'estimular la quantitat i abonar la normalització lingüística, a part dels ajuts institucionals que rebien totes les pel·lícules fetes per productores de cinema catalanes. Hi podien participar tots els films produïts a Catalunya i estrenats en català entre el 30 d'octubre de 1981 i el 30 de setembre de 1982. Es van concedir un total de 7 premis, tots amb dotació econòmica, per un total de 10 milions de pessetes. A més també es va entregar un premi especial, sense dotació econòmica.
La cerimònia d'entrega va tenir lloc a l'Hotel Ritz de Barcelona el 18 d'octubre de 1982, coincident amb la cerimònia de clausura de la Setmana del Cinema, i foren entregats pel conseller de cultura Max Cahner.

## Guardons
| Categoria                                                                                   | Premiat                                                                  | Premi          |
| ------------------------------------------------------------------------------------------- | ------------------------------------------------------------------------ | -------------- |
| Premi al millor llargmetratge                                                               | La plaça del diamant de Francesc Betriu (Figaro Films)                   | 5.000.000 ptes |
| Premi al millor curtmetratge                                                                | Així s'acaba la vida i comencem a sobreviure de Ferran Llagostera i Coll | 1.000.000 pts  |
| Premi a la persona, grup o institució que més s'han distingit a fomentar el cinema autòcton | Casal del Mestre de Santa Coloma                                         | 500.000 pts    |
| Premi a la millor tasca professional                                                        | Sílvia Munt                                                              | 500.000 pts    |
| Premi a la millor sala exhibidora de Barcelona ciutat                                       | Cine Florida                                                             | 1.000.000 pts  |
| Premi a la millor sala exhibidora de fora de Barcelona                                      | Cinema Principal de Terrassa                                             | 1.000.000 pts  |
| Premi a la distribuïdora més atenta a la llengua catalana                                   | Profilmar                                                                | 1.000.000 pts  |
| Premi especial com a reconeixement a la tasca realitzada durant la República                | Ramon Biadiu i Cuadrench Albert Gasset i Nicolau                         | -              |